# SS City of Berlin
Le City of Berlin est un paquebot de l'Inman Line construit en 1874. Il dessert la ligne Liverpool—Queenstown—New York, essentiellement pour des émigrants, notamment irlandais. Il est le premier navire équipé de lumière électrique sur la ligne transatlantique.
En 1875, il décroche le précieux Ruban bleu récompensant le record de traversée transatlantique en 7 jours, 15 heures et 28 minutes à une vitesse moyenne de 15,37 nœuds.
Vendu à l'American Line en 1893 en même temps que ses successeurs, le City of New York III et le City of Paris II, il navigue deux ans pour cette compagnie américaine mais sous pavillon britannique avant d'être vendu à la compagnie belgo-américano-britannique Red Star Line pour laquelle il dessert pendant 5 ans la ligne Anvers—New York et qui le rebaptise Berlin. Vendu au gouvernement américain en 1898, lors de la guerre hispano-américaine, il est rebaptisé Meade. Endommagé par un incendie à San Francisco en 1906, il est démoli en 1921.